# 라츠카

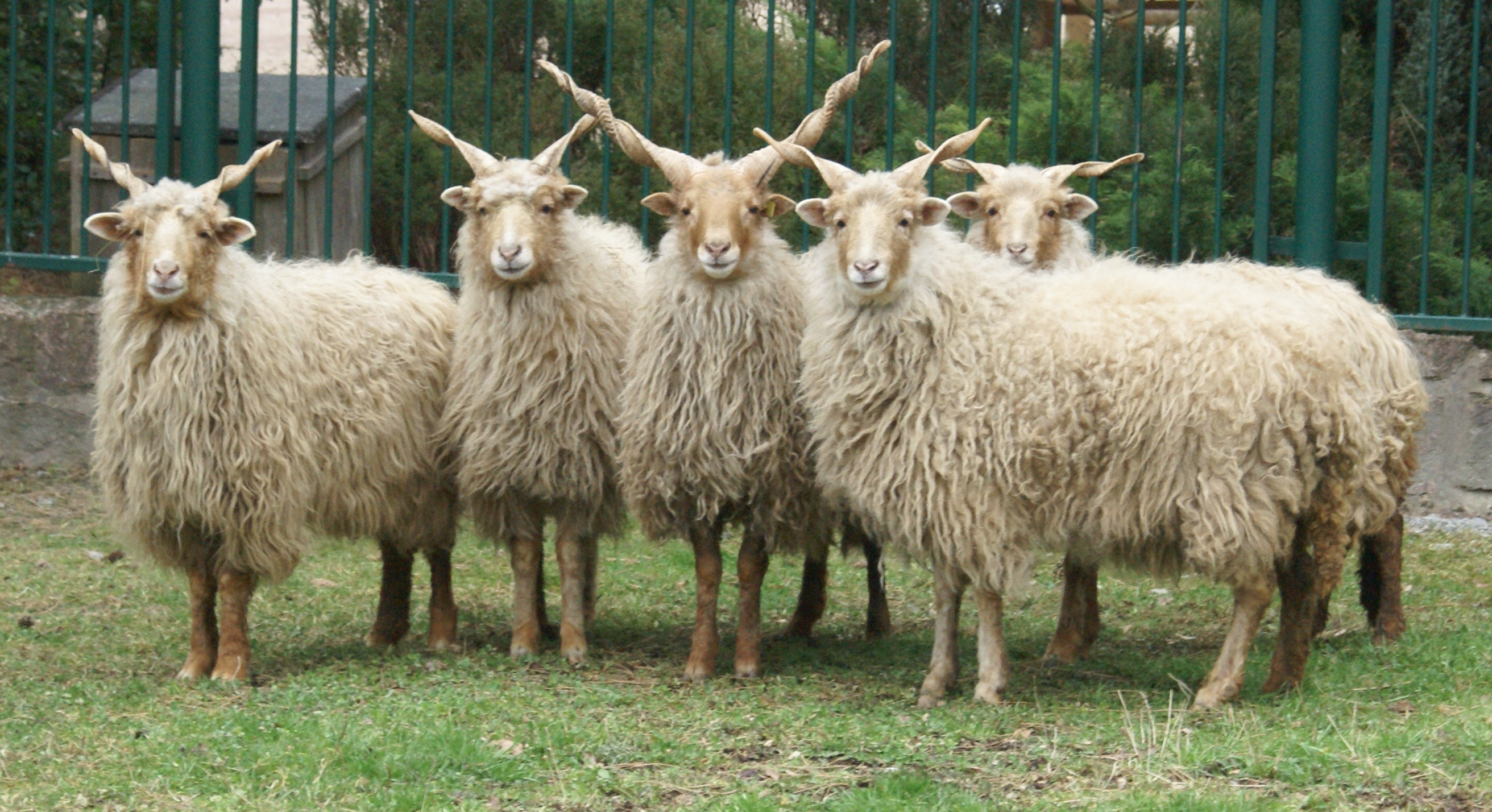
라츠카

라츠카(헝가리어: Racka 러츠커[*])는 양의 품종들 중 하나로, 독특한 나선형 뿔로 유명하다. 이런 독특한 특징들은 약 2.0ft(0.61m) 정도까지 성장하며 가축화된 여타 양 품종들에선 관찰되지 않는다. 최저평균신장은 숫양의 경우 20in(51cm), 암양의 경우 12~15in(30~38cm )정도이다.
이 품종은 헝가리인들에 의해 수세기동안 길러져 왔다. 오늘날, 호르토바지 대초원에서 가장 대규모의 무리들이 발견되며, 루마니아의 카라슈세베린주까지 소규모 무리들이 발견된다. 비록 헝가리에서는 제한적이지만, 독특한 특징들 덕분에 영국, 미국, 프랑스에서의 개체수는 증가 중이다. 이 품종은 튼튼하며, 우유, 양모, 고기 등 여러 목적을 위해 사육된다. 이들의 털은 길고 거치며 일반적으로 크림색의 털과 연갈색의 얼굴 및 다리, 혹은 검은색을 가진 두 가지 형태가 나타난다. 암컷은 88lb(40kg), 수컷은 132lb(60kg) 정도까지 성장한다. 이 품종의 독특한 외형과 조용한 특성은 취미에 걸맞는다.

## 특성
성에 상관 없이 가지고 있는 길고 나선형으로 거의 수직에 가깝게 하늘을 향하고 있는 뿔은 이 품종만의 특징이다. 흐러트카 품종은 크게 두 종류의 색을 나타낸다. 연갈색부터 짙은 갈색까지 갈색 혹은 백색의 양모가 머리와 다리를 감싸고 있다. 개체들은 완전한 검은색일 수도 있다. 검은색 털을 가진 개체들의 경우, 털의 첨단부가 지속적인 태양광에 대한 노출로 인해 검붉게 변하거나, 혹은 노화로 인해 회색으로 변하기도 한다. 섬유의 지름은 품종에 따라 다양하지만, 일반적으로 12에서 40mm 정도로, 38~65%의 수확률을 보인다. 발굽은 약 30cm(12in) 정도이다. 숫양의 경우, 수확되는 양모는 적어도 3kg(6.6lb)가 되어야 한다. 이 양모가 가진 부드러움과 압착도는 양모 수가공업자들의 관심을 끌기에 충분하다. 성체의 경우, 최저수용체중이 암컷은 40kg(88lb), 수컷은 60kg(130lb)이다. 숫양은 평균적으로 72cm(28in)의 신장을 가진다.